# Dzieci kukurydzy IV: Zgromadzenie
Dzieci kukurydzy IV: Zgromadzenie lub Dzieci z pola kukurydzianego IV: Upiorne żniwo (tytuł oryg. Children of the Corn IV: The Gathering) – amerykański film fabularny (horror) z 1996 roku, trzeci sequel kultowego filmu Dzieci kukurydzy (1984). Wyreżyserował go Greg Spence, a główne role zagrały w nim Naomi Watts oraz Karen Black.
Jest to drugi film z serii, który bezpośrednio trafił na rynek video. Fabuła nie ma nic wspólnego z poprzednimi częściami.

## Fabuła
W małym miasteczku w Nebrasce pewnej nocy dochodzi do dziwnych zdarzeń. Jednocześnie wszystkie miejscowe dzieci przechodzą dziwną metamorfozę, której towarzyszą niepokojące objawy. Dzieci, które zostały opętane przez „Tego, który kroczy między rzędami”, zabijają wszystkich napotkanych dorosłych. Podczas tych krwawych i okrutnych mordów, Grace Rhodes próbuje wyjaśnić całą sytuację, a także usiłuje powstrzymać metamorfozę, która zachodzi u jej młodszej siostry.

## Obsada
- Naomi Watts jako Grace Rhodes
- Karen Black jako June Rhodes
- Jamie Renée Smith jako Margaret Rhodes
- Mark Salling jako James Rhodes
- Toni Marsh jako Sandra Atkins
- Brent Jennings jako Donald Atkins
- Brandon Kleyla jako Josiah